# Psodos
Genre
Psodos est un genre de lépidoptères (papillons) de la famille des Geometridae, de la sous-famille des Ennominae dont il n'existe qu'une seule espèce en Europe :
- Psodos quadrifaria (Sulzer, 1776) - le ruban fauve

C'est un petit papillon brun chocolat aux bandes orange caractéristiques sur les deux paires d'ailes. Cette espèce montagnarde se rencontre dans les Alpes. Diurnes, les adultes volent en juin-juillet. Les chenilles sont brunes, elles vivent sur de nombreuses plantes basses.
Les taxonomistes distinguent plusieurs sous-espèces.